# Copa do Mundo de Esqui Alpino de 2016
A Copa do Mundo de Esqui Alpino de 2016 foi a 50º edição da Copa do Mundo, ela foi iniciada em outubro de 2015 na Áustria e finalizada em março de 2016 na Suíça.
O austríaco Marcel Hirscher venceu no masculino, enquanto no feminino a suíça Lara Gut foi a campeã geral.